# Die Geschwister Oppermann

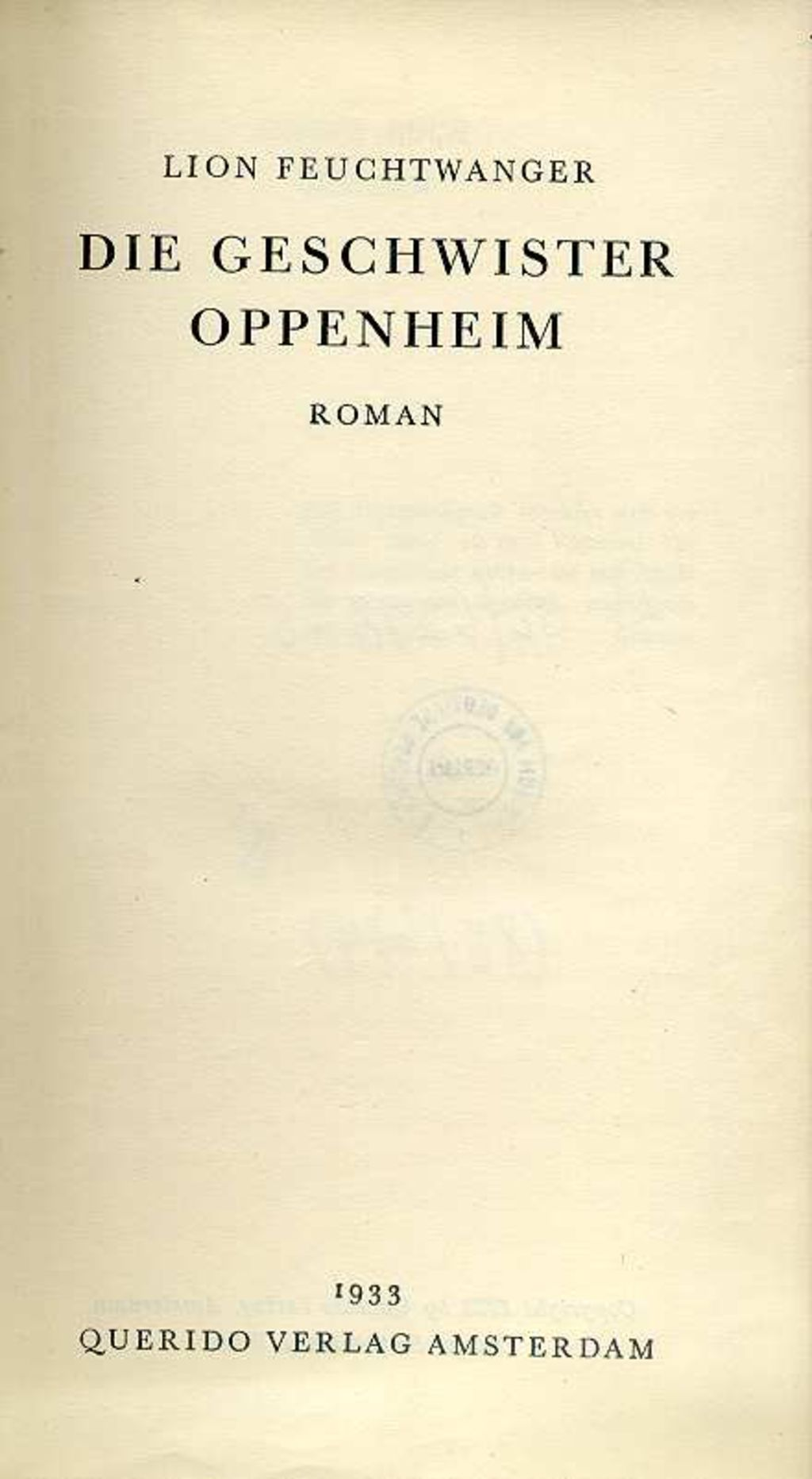
Titelblatt der Erstausgabe. 1933

Die Geschwister Oppermann ist ein Zeitroman von Lion Feuchtwanger aus dem Jahr 1933, der zusammen mit den Romanen Erfolg (1930) und Exil (1939) zu Feuchtwangers „Wartesaal-Trilogie“ gehört.
Die ersten beiden Auflagen des Romans erschienen 1933 und 1935 unter dem Titel Die Geschwister Oppenheim. Ein deutscher Nationalsozialist mit dem Namen Oppermann hatte noch während der Drucklegung durch Drohungen gegen den noch in Deutschland lebenden Bruder Feuchtwangers eine Namensänderung erzwungen. Spätere Auflagen trugen dann den ursprünglich vorgesehenen Titel.
Der Roman erzählt die Geschichte der jüdischen Geschwister Oppermann – Gustav, Martin, Edgar und Klara – und ihrer Familien in den Jahren 1932 und 1933 vor dem Hintergrund der Machtergreifung der Nazis in Deutschland. Dabei spiegelt sich in der Haltung der Romanfiguren auch das Fehlurteil Feuchtwangers über die Chancen der Nazis auf eine Machtübernahme in Deutschland wider; Feuchtwanger war selbst lange von einem Scheitern der nationalsozialistischen Bewegung ausgegangen und hatte noch im Dezember 1932 bei einem Interview das politische Ende Hitlers angekündigt (Hitler is over).

## Inhaltsangabe

### Erstes Buch: Gestern
Die Ereignisse vom 16. November bis 31. Dezember 1932 betreffen die Mitglieder der jüdischen Familie Oppermann; diese sind genötigt, mit dem wachsenden Antisemitismus und dem Erstarken der NS-Bewegung fertigzuwerden.
Dr. Gustav Oppermann feiert am 16. November seinen 50. Geburtstag; er hat sich aus dem Geschäft der Möbelfirma Oppermann zurückgezogen. Sein Bruder Martin schenkt ihm das Porträt des Großvaters und Firmengründers Immanuel Oppermann; im Kontrast zu dessen Leben wird die gegenwärtige schlechte Lage der Juden deutlich. Prof. Mühlheim bringt Gustav nur mit Mühe dazu, 200.000 Mark sicher im Ausland anzulegen; Gustav ist mehr mit seiner Lessing-Biografie und auch seiner Freundin Sybil (30) befasst und mit seinem Leben und seinem schönen Haus im Grunewald zufrieden.
Sein Bruder Martin Oppermann (48) führt das Geschäft; er plant, zwei Filialen unter dem harmlosen Namen „Deutsche Möbelwerke“ als AG zu führen, um das Odium des Jüdischen zu verlieren; er erwägt deswegen auch eine Fusion mit einem deutschen Konkurrenten. Sein Sohn Berthold besucht die Klasse U I und bekommt in der Schule Probleme mit dem neuen nationalistischen Klassenlehrer Dr. Vogelsang; der drückt ihm das Thema „Hermann der Deutsche …“ auf und unterbricht ihn bei seinem Vortrag, weil er angeblich die Bedeutung des deutschen Helden Hermann geschmälert sieht. Dieser Konflikt beschäftigt sowohl den Schulleiter François als auch mehrere Mitglieder der Familie: Soll Berthold sich entschuldigen oder nicht? Vogelsang hat in der U I zwei Jungen für die NS-Organisation „Junge Adler“ geworben.
Der berühmte Arzt Prof. Edgar Oppermann (46) hat das Problem, dass er seinen jüdischen Assistenten Jacoby nicht zu seinem Stellvertreter befördern kann; er selber wird in der Presse öffentlich angepöbelt (sinngemäß „Jude vergießt Christenblut“) und weiß nicht, ob er gerichtlich dagegen vorgehen soll.
Der Schwager Jacques Lavendel und seine Kinder spielen v. a. als Gesprächspartner Bertholds eine Rolle. Nur in der Familie Lavendel erkennt man im Nationalsozialismus eine ernsthafte Gefahr, die Oppermanns schätzen die Lage günstiger ein. „Man lächelte darüber, daß jetzt das gezähmte Haustier, der Kleinbürger, androhte, zu seiner wölfischen Natur zurückzukehren.“ (S. 41)
Der jüdische Verkäufer Wolfsohn arbeitet erfolgreich bei Oppermann; in sein Leben dringt der Antisemitismus bereits über manche Kunden ein, die sich nicht von Juden bedienen lassen wollen, stärker jedoch durch seinen nationalsozialistischen Nachbarn Zarnke, der gern Wolfsohns Wohnung für Verwandte bekäme. Bei einem Besuch bei seinem Schwager Ehrenreich zum Chanukka-Fest wird über antisemitische Vorfälle und die Notwendigkeit der Auswanderung diskutiert.
François kritisiert im Gespräch mit Vogelsang das schlechte Deutsch in „Mein Kampf“ und will nicht, dass an seiner Schule aus diesem Buch zitiert wird; auch bei einem Besuch bei seinem Freund Gustav Oppermann geht es um dieses miserable Buch und die Lügen der „Protokolle der Weisen von Zion“, von denen sich in seiner Bibliothek zahlreiche Ausgaben befinden.
Die Ereignisse finden vor allem Mitte November und dann zwischen Weihnachten und Silvester 1932 statt. Am 31. Dezember erfährt Gustav vom Überfall auf den Schwager seines Dieners, der von Nazis nach seiner Zeugenaussage in einem NS-Prozess zusammengeschlagen worden ist und nun im Sterben liegt; trotz seiner Aussage und der anderer Zeugen wurden die Nazis wie üblich „wegen Notwehr“ freigesprochen. Gustav und François sind trotzdem zuversichtlich, dass die Mehrheit der Deutschen gut und anständig ist.
Im Kontrast dazu berichtet der Erzähler im letzten Satz, dass Adolf Hitler am 30. Januar 1933 zum Reichskanzler ernannt wurde.

### Zweites Buch: Heute
Die in diesem Teil erzählten Ereignisse finden von Anfang Februar bis zum 1. März 1933 statt, also zwischen der Machtergreifung am 30. Januar und der Reichstagswahl am 5. März. Markant sind die Bedrängnisse für die Möbelfirma Oppermann und den Schüler Berthold; aber auch die anderen Mitglieder der Familie sowie der Verkäufer Wolfsohn erleben eine zunehmende Isolierung.
Gustav widersetzt sich Anfang Februar noch der Partnerschaft mit Wels, damit auch noch das Stammhaus nicht der Firma „Deutsche Möbelwerke“ angeschlossen wird. Als Gustav einen Aufruf gegen die zunehmende Barbarisierung des öffentlichen Lebens unterzeichnet hat, wird er in der Presse angefeindet und vom Juristen Mühlheim getadelt; selbst François traut sich nicht mehr, öffentlich bei Oppermann zu kaufen.
Bertholds Mitschüler Rittersteg ersticht vorsätzlich den Redakteur Kasper wegen eines führerkritischen Aufsatzes, stellt die Tat als Notwehr dar und wird von der NS-Presse als Held gefeiert; er agitiert gegen Berthold, kann aber nicht die Freundschaft Heinrich Lavendels gewinnen. Bertholds Problem mit Vogelsang gärt ungelöst weiter – François tröstet ihn mit Hinweis auf Lessings Brief vom 31. Dezember 1777.
Edgar Oppermann wehrt sich zunächst noch dagegen, wegen Hetzartikeln über „jüdische Ritualmorde“ Klage zu erheben. Als aber ein Patient in der Klinik pöbelt und Edgar nun doch klagen will, rät Mühlheim ihm davon ab. Sein Assistent Jacoby kann nicht mehr befördert werden, Edgar verzichtet auf eine Klage.
Als die Firma öffentlich immer stärker verleumdet wird, muss Martin persönlich mit Wels über eine Fusion der Firmen verhandeln; er wird von Wels gedemütigt, erreicht aber gute finanzielle Konditionen. Die Brüder Oppermann verlieren immer stärker ihre Zuversicht.
Berthold wird aus dem Fußballclub ausgeschlossen; als ein Zeitungsartikel François und sein Gymnasium wegen Bertholds Vortrag öffentlich angreift, wird François kleinlaut; Vogelsang verlangt Abbitte bis zum 1. März oder Entlassung Bertholds. Sein Onkel Ranzow, der selber Schwierigkeiten hat, seine jüdischen Beamten zu halten, rät Berthold zum Widerruf; seine Cousine will ihn zur Auswanderung nach Palästina überreden. Auf Anraten seines Vetters Heinrich Lavendel und der Eltern schreibt er am 26. Februar einen Brief an François, er wolle am 1. März Abbitte leisten.
In der Nacht zum 28. Februar informiert Mühlheim Gustav, dass der Reichstag brennt, und bedrängt ihn, zu seiner Sicherheit sofort abzureisen; Sybil weigert sich mit Rücksicht auf ihr Werk mitzufahren. Gustav überträgt Dr. Frischlin, der jetzt nur noch für ihn arbeitet, die Sorge ums Haus und steigt am Abend in den Zug.
Berthold liest am gleichen Abend noch im „Michael Kohlhaas“. Trotz seiner Zusage, am nächsten Morgen zu widerrufen, bestätigt er noch einmal das Manuskript seines Vortrags und zitiert Heinrich von Kleist: „Lieber ein Hund sein, wenn ich von Füßen getreten werden soll, als ein Mensch.“ In der Nacht zum 1. März vergiftet er sich mit Schlaftabletten.

### Drittes Buch: Morgen
Im letzten Buch werden die Geschicke der bereits bekannten Personen von Ende März 1933 bis Sommer 1933 erzählt; zum Schluss liegt der Fokus auf Gustav Oppermann und seinem Tod.
Gustav hält sich nach seiner Ausreise in Bern auf und hält Abrechnung mit sich selbst. Er liest in den Zeitungen von den Verwüstungen in Deutschland. Frischlin kommt und berichtet, wie der Terror militärisch-bürokratisch organisiert wird.
Am 1. April 1933 fährt Edgar trotz des Judenboykotts in die Klinik, um selber einen Kranken zu operieren; die jüdischen Ärzte werden verjagt, Oppermann wird vorübergehend davon ausgenommen.
Liselotte erinnert sich an Bertholds Sterben; Martin fährt trotz des Boykotts in die Firma. Er muss für das Ankleben judenfeindlicher Plakate bei den Nazis eine Gebühr entrichten. In der nächsten Nacht wird Martin abgeholt und mit anderen im Keller schikaniert; am frühen Morgen wird er gegen 2 Mark Gebühr (für Unterkunft und Verpflegung) entlassen.
In Lugano erwartet Gustav den Besuch seines Jugendfreundes Johannes Cohen, eines Philosophieprofessors; der kommt aber nicht, er ist ins KZ eingeliefert worden. Ein Bekannter Frischlins, Dr. Bilfinger, informiert Gustav über Verfolgungsfälle im Schwäbischen; er überreicht ihm einen detaillierten Bericht. Gustav erlaubt dem befreundeten Schriftsteller Gutwetter, seine Bibliothek zu benutzen; als Gustav das Angebot Sybils, ihn zu besuchen, ablehnt, schließt sie sich völlig an Gutwetter an. Dieser wird von den neuen Herren hofiert und genießt dies.
Vogelsang setzt durch, dass Rittersteg trotz zweier Sechsen in die O I versetzt wird; er bietet François eine Galgenfrist an, falls dieser in der Einschätzung von „Mein Kampf“ einen Rückzieher macht. Der weigert sich und wird auf seine Entlassung eingestimmt – Vogelsang geht in die Personalabteilung des Kultusministeriums nach Berlin.
Jacques Lavendel liquidiert seine Geschäfte, um Deutschland zu verlassen; Heinrich überfällt nach einer Bootsfahrt Rittersteg im Wald, bringt es aber nicht fertig, ihn zu töten.
Frau Wolfsohn bedrängt ihren Mann, der entlassen worden ist, zu emigrieren; dieser zögert und wird dann nachts abgeholt. Man beschuldigt ihn, den Reichstag angezündet zu haben; er hat aber für die Nacht auf den 28. Februar ein Alibi. Er kommt frei und betreibt seine Ausreise nach Palästina; der lästige, rauflustige NS-Nachbar Zarnke, der es auf seine Wohnung abgesehen hatte, kommt selbst ins KZ.
Am 11. April, dem 14. Nisan, wird bei Lavendel am Luganersee Passah gefeiert; zum letzten Mal sind die Oppermanns zusammen, die Geschichte der Oppermanns ist vorbei.
Gustav trifft unbestimmte Zeit später in Bandol/Provence Anna, eine Alternative zu Sybille; sie richten ein Häuschen ein. Anna hat von Gustavs Bedrängnis und den Schikanen in Deutschland nichts mitbekommen. Sie verteidigt die nationale Revolution. Als in einer Zeitung von Cohens „Selbstmord im KZ“ berichtet wird, erkennt Anna die Realität in Deutschland. Im Sommer fährt sie zurück.
Gustav lernt Georg Treibschitz kennen; sie tun viel gemeinsam und werden einander ähnlicher. Er gibt Treibschitz Geld für ein Häuschen und bekommt dafür dessen Pass. In Zürich trifft er Heinrich und dessen Freund Tüverlin; der erklärt ihm vergeblich, dass es sich nicht lohne, für eine Idee zu sterben. Gustav schickt seine Sachen zu Lavendel und geht im Frühsommer 1933 nach Deutschland zurück; er will den Leuten die Augen öffnen.
Er erkennt, dass das Problem der kleinen Leute nicht die Naziherrschaft, sondern die eigene Not ist. Er trifft zufällig Dr. Frischlin; der will ihn unbedingt wieder ins Ausland fortschicken, Gustav betreibe Lesebuchheroismus. Frischlin gehört zur Untergrund-KP, der auch Treibschitz angehört hatte. In einem Lokal wettert Gustav mit einigen anderen über die Nazis, daraufhin werden sie sofort verhaftet.
Er kommt ins KZ Moosach: Dort gibt es für ihn nur Arbeit, Turnen, Schikanen und knappes Essen. Wegen des Spruchs „Gemeinheit geht vor Eigennutz“ eines verwirrten Kameraden kommt er mit anderen in den Bunker; er bereut seine Rückkehr nach Deutschland. Er wird „verhört“ und zerbricht daran.
Frischlin informiert Mühlheim über Gustavs Situation. Der schaltet Sybil und Lavendel zur Befreiung des Herrn „Triebschitz“ ein. Sybil gelangt nach Moosach und sieht, wie die Gefangenen eine Dampfwalze ziehen müssen; sie erkennt Gustav zunächst nicht unter ihnen, weil er so stark vom KZ gezeichnet ist.
Als Gustav freikommt, bringt Lavendel ihn in ein Sanatorium. Dort stirbt er nach sechs Wochen an Herzschwäche. Zwei Wochen später bekommt Lavendel den Nachlass, mit einem Bericht Frischlins von dessen letztem Gespräch mit Gustav über die Frage, ob sein Leben einen Sinn gehabt habe. Gustav hat auch einen Bericht über das KZ Moosach verfasst. Ferner liegt die alte Karte Gustavs, an Lavendel adressiert, bei, auf der ein Talmud-Spruch geschrieben ist: „Es ist uns aufgetragen, am Werke zu arbeiten, aber es ist uns nicht gegeben, es zu vollenden.“
Dieser Spruch kann als Motto des ganzen Romans gelten; er ist nicht nur Motto des dritten Buchs, sondern findet sich am Anfang und am Ende (S. 36, 357, Ausgabe als Fischer-Taschenbuch 1981) sowie zwei weitere Male (S. 268, 301) und wird dabei auch mit der Passah-Hoffnung auf die endgültige Befreiung der unterdrückten Juden in Verbindung gebracht (S. 301).

## Rezeption
- Die wirkungsvollste, meistgelesene erzählerische Darstellung der deutschen Kalamität. Klaus Mann

- Ein leidenschaftliches und erregendes Buch, dazu angetan alle aufzurütteln, die immer noch gleichgütig bleiben gegenüber den Ereignissen in Deutschland. The Spectator 1933

## Ausgaben
- Die Geschwister Oppenheim. Roman. Querido, Amsterdam 1933.
- Englische Ausgabe: The Oppermanns. Secker, London 1933.
- Französische Ausgabe: Les Oppermann. Albin Michel, Paris 1933.
- Spanische Ausgabe: Los hermanos Oppermann. Alianza Editorial, Madrid 2002. Übersetzt von Carlos Fortea.
- Gesammelte Werke in Einzelausgaben Bd. 7: Aufbau, Berlin 1993, ISBN 3-351-02207-7
- Taschenbuch: 8. Aufl. Aufbau-Taschenbuch-Verlag, Berlin 2008, ISBN 978-3-7466-5630-4
- Hörbuch: Die Geschwister Oppermann. 6 CDs. Regie Marlene Breuer. Mit Michael Degen. Bearbeitung Mechtild Schnell (HR2 Kultur). DAV, Berlin 2008, ISBN 978-3-89813-804-8

## Verfilmungen
- Semya Oppengeym, Regie: Grigori Roshal. UdSSR 1939. 97 Min.
- Die Geschwister Oppermann, Regie: Egon Monk. Darsteller: Wolfgang Kieling (Martin Oppermann), Michael Degen (Gustav Oppermann), Peter Fitz (Edgar Oppermann), Rosel Zech (Lieselotte Oppermann). BRD 1983, ca. 240 Min. (2 Teile).